# آنتونیوی یکم
آنتونیوی یکم (به پرتغالی: António I) نوهٔ مانوئل یکم و مدعی تاج‌وتخت پرتغال بود. او به مدت ۳۳ روز در سال ۱۵۸۰ پادشاه این کشور بود و پس از اینکه فلیپه دوم پادشاه اسپانیا با عنوان فلیپه یکم تاج پرتغال را بر سر گذاشت، تا ۱۵۸۳ همچنان ادعای پادشاهی پرتغال را داشت.
آنتونیو اگرچه به عنوان یک روحانی هرگز ازدواج نکرده بود، ولی فرزندان نامشروع متعددی را از چندین زن داشت. پس از اینکه او چندی خود را در مجمع‌الجزایر آزور پادشاه پرتغال می‌خواند، سرانجام در ۱۵۸۱ با جواهرات سلطنتی پرتغال به فرانسه پناهنده‌شد و در همانجا هم درگذشت.